# Bergénite
La bergénite est une espèce minérale du groupe des phosphates et du sous-groupe des phosphates d'uranyle, de formule Ca2Ba4[(UO2)3(O2)(PO4)2]3,16(H2O).

## Inventeur et étymologie
La bergénite a été décrite en 1959 par H. W. Bültemann et G. H. Moh ; son nom lui vient de sa localité-type : la carrière Streuberg à Bergen, Saxe, en Allemagne.

## Topotype
- Carrière Streuberg, Bergen, Zobes-Bergen District, Vogtland, Saxe, Allemagne[2]

## Cristallographie
- Paramètres de la maille conventionnelle: a = 10,092 Å, b = 17,245 Å, c = 17,355 Å, β = 113,678 °, Z = 2, V = 2 766,14 Å3
- Densité calculée = 3,96

## Cristallochimie
- La bergénite fait partie d'un groupe de minéraux isostructuraux : le groupe de la dumontite.

### Groupe de la phosphuranylite
La bergénite qui est de classe cristalline P 21/c et de groupe d'espace 2/m fait partie du groupe de la phosphuranylite.
- Althupite, AlTh(UO2)7(PO4)4(OH)5O2 · 15H2O
- Bergénite, Ca2Ba4(UO2)9(PO4)6O6 · 16H2O
- Dewindtite, H2Pb3(UO2)6O4(PO4)4 · 12H2O
- Dumontite, Pb2(UO2)3O2(PO4)2 · 5H2O
- Françoisite-(Ce), (Ce,Nd,Ca)(UO2)3(PO4)2O(OH) · 6H2O
- Françoisite-(Nd), (Nd,Ce,Sm)(UO2)3(PO4)2O(OH) · 6H2O
- Hügelite, Pb2(UO2)3(AsO4)2O2 · 5H2O
- Phosphuranylite KCa(H3O)3(UO2)7(PO4)4O4·8(H2O)
- Phuralumite, Al2[(UO2)3(PO4)2O(OH)](OH)3(H2O)9
- Phurcalite, Ca2(UO2)3(PO4)2O2 · 7H2O
- Upalite, Al(UO2)3(PO4)2O(OH) · 7H2O
- Vanmeersschéite, U6+(UO2)3(PO4)2(OH)6 · 4H2O
- Yingjiangite, K2Ca(UO2)7(PO4)4(OH)6 · 6H2O

## Gîtologie
La bergénite est un minéral secondaire de phosphate d'uranium, elle se trouve donc dans certaines mines de minerais d'uranium. Elle provient de solutions contenant uranium, phosphore, potassium et calcium et se trouve dans les fractures de quartz, muscovite et plagioclase.

### Minéraux associés
Uranocircite, dewindtite (de), barian uranophane, uraninite, autunite, billiétite (en), Kasolite, torbernite, barite, chalcopyrite, hématite, quartz, muscovite, plagioclase.

## Habitus
La bergénite se trouve le plus souvent sous la forme de fins cristaux tabulaires à aciculaires, pouvant atteindre 3 millimètres et se présentant parfois en rosettes.

## Synonymie
Barium-Phosphuranylite : D'après sa composition, le baryum, le groupe phosphate et le groupe uranyle.

## Gisements remarquables
- Allemagne

Krunkelbach Valley Uranium deposit, Menzenschwand, Forêt-Noire, Baden-Württemberg
Carrière Streuberg, Bergen, Zobes-Bergen District, Vogtland, Saxe
Shaft 362, Mechelgrün, Plauen, Vogtland, Saxe
Tirpersdorf, Vogtland, Saxe
Johanngeorgenstadt, Johanngeorgenstadt District, Erzgebirge, Saxe
- États-Unis

Green River (South #2), Comté d'Emery, Utah
- France

Mine Les Montmins (veine Ste Barbe), Échassières, Ébreuil, Allier, Auvergne